# Setge de Petropàvlovsk
El setge de Petropàvlovsk va ser la major operació a l'escenari del Pacífic durant la Guerra de Crimea. Va començar el 18 d'agost de 1854, quan un esquadró aliat de tres fragates franceses i britàniques, una corbeta, un bergantí i un vaixell de vapor van ancorar a la badia d'Avatxa. L'esquadró era comandat per David Price i Février de Point i tenia 218 canons a la seva disposició, comparat amb els 68 canons dels defensors de la principal ciutat de Kamtxatka.
Dos dies després, els aliats van desembarcar 600 soldats al sud de la ciutat, però van ser rebutjats per la guàrdia de 230 homes, que després d'un dur combat, els van obligar a retirar-se. El 24 d'agost, al voltant de 970 homes van desembarcar a l'oest de Petropavlovsk, però van ser fàcilment rebutjats per 360 russos. Tres dies després, es va ordenar a l'esquadró abandonar les aigües russes. Les baixes russes s'estimen en 100 soldats, els aliats van perdre 5 vegades més.
L'abril de 1855, Nikolai Muravyov, va decidir evacuar la ciutat perquè no tenir forces suficients per repel·lir un altre atac.